# Таналицька сільська рада
Танали́цька сільська рада (рос. Таналыкский сельский совет) — муніципальне утворення у складі Хайбуллінського району Башкортостану, Росія. Адміністративний центр — село Подольськ.

## Населення
Населення — 2052 особи (2019, 2391 в 2010, 2504 в 2002).

## Склад
До складу поселення входять такі населені пункти:
| Населений пункт        | Населення, осіб (2002) | Населення, осіб (2010) |
| ---------------------- | ---------------------- | ---------------------- |
| Адель, присілок        | 215                    | 159                    |
| Бакаловка, присілок    | 369                    | 353                    |
| Новоукраїнка, присілок | 206                    | 233                    |
| Подольськ, село        | 1123                   | 1083                   |
| Савельєвка, село       | 247                    | 205                    |
| Таштугай, присілок     | 344                    | 358                    |